# Yport
Yport ist eine französische Gemeinde mit 701 Einwohnern (Stand 1. Januar 2022) im Département Seine-Maritime in der Region Normandie.

## Geografie
Yport gehört geografisch zum Pays de Caux. Der frühere Fischerhafen und heutige Touristenort liegt unterhalb steiler Kreidefelsenklippen (Falaises) der Alabasterküste ca. 30 Kilometer nördlich von Le Havre am Ärmelkanal.

## Geschichte
Das Pays de Caux war mutmaßlich bereits im Neolithikum besiedelt. Nach dem 4. vorchristlichen Jahrhundert war es durch die Caleten, einen gallischen Stamm, bewohnt.
In römischer Zeit verlief oben auf den Klippen, durch die heute Fond Pitron genannte Gemarkung, eine Straße von Fécamp nach Étretat, deren Verlauf die heutige D940 folgt. Archäologischen Grabungen zufolge gab es von dieser Hauptroute eine Abzweigung zwischen den Felsen hinunter ans Meer, jedoch ist keine permanente römische Siedlung an Stelle des heutigen Yport nachweisbar. Vermutet wird ein Fischerhafen.
Ein urkundlicher Nachweis einer Siedlung am Meer, die an das oberhalb auf dem Plateau gelegene Criquebeuf-en-Caux mit Kirche, Friedhof und Schule angebunden war, ist erst für das späte Mittelalter zu führen. 1217 und 1262 wird der Ort als Isport, 1461 als Val d’Ipport, 1552 schließlich als Yport erwähnt. Erste Hafenanlagen sind für das 17. Jahrhundert dokumentiert. Eine selbstständige Gemeinde Yport mit eigener Kirche geht aber erst auf das 19. Jahrhundert zurück. Gründungsdatum der comune ist der 1. Januar 1843 mit Jean-Baptiste Feuilloley als ihrem ersten Bürgermeister.
Haupteinnahmequelle der Gemeinde war der Fischfang. Er bot quasi die einzigen Arbeitsplätze für die 1800 Einwohner umfassende Ansiedlung. Um die Mitte und in der zweiten Hälfte des 19. Jahrhunderts wurden die Hafenanlagen erweitert: Eine Laderampe entstand 1842, eine verlängerte Mole 1858, eine vertiefte Fahrrinne zur Anlandung der Schiffe bei Ebbe 1873, ein Wachthaus mit Artillerieplattform zur Verteidigung 1852 (1905 abgerissen). Für das Einholen der Schiffe an den Kieselstrand benötigte man Spille (cabestans), und als Geräteschuppen dienten so genannte caloges (umgedrehte Boote – caiques – mit einer Öffnung und Abdeckung – häufig Reet – versehen).
In den Jahren 1849 und 1884 wurde die Gemeinde von einer Cholera-Epidemie in Mitleidenschaft gezogen.
Wie überall an der Côte d’Albâtre spielt der Fischfang in Yport im 21. Jahrhundert eine sehr nachrangige Rolle. Die letzten Fischerhütten verschwanden in den 1960er Jahren. An ihrer Stelle erstreckt sich heute ein großer Parkplatz. Yport lebt heute im Wesentlichen von seinem Kasino und vom Tourismus.
Eine lokale Fischer-Mundart (langue yportaise), die im 21. Jahrhundert fast verschwunden ist, unterscheidet sich erheblich von im Binnenland gesprochenen lokalen Mundarten der Bauern; in den insoweit dokumentierten Missverständnissen liegt jedoch auch eine soziale Komponente.

### Bevölkerungsentwicklung
| Jahr                       | 1962 | 1968 | 1975 | 1982 | 1990 | 1999 | 2009 | 2016 |
| Einwohner                  | 1399 | 1193 | 1159 | 1121 | 1141 | 1011 | 947  | 834  |
| Quellen: Cassini und INSEE |      |      |      |      |      |      |      |      |

## Yport in der Malerei und Literatur

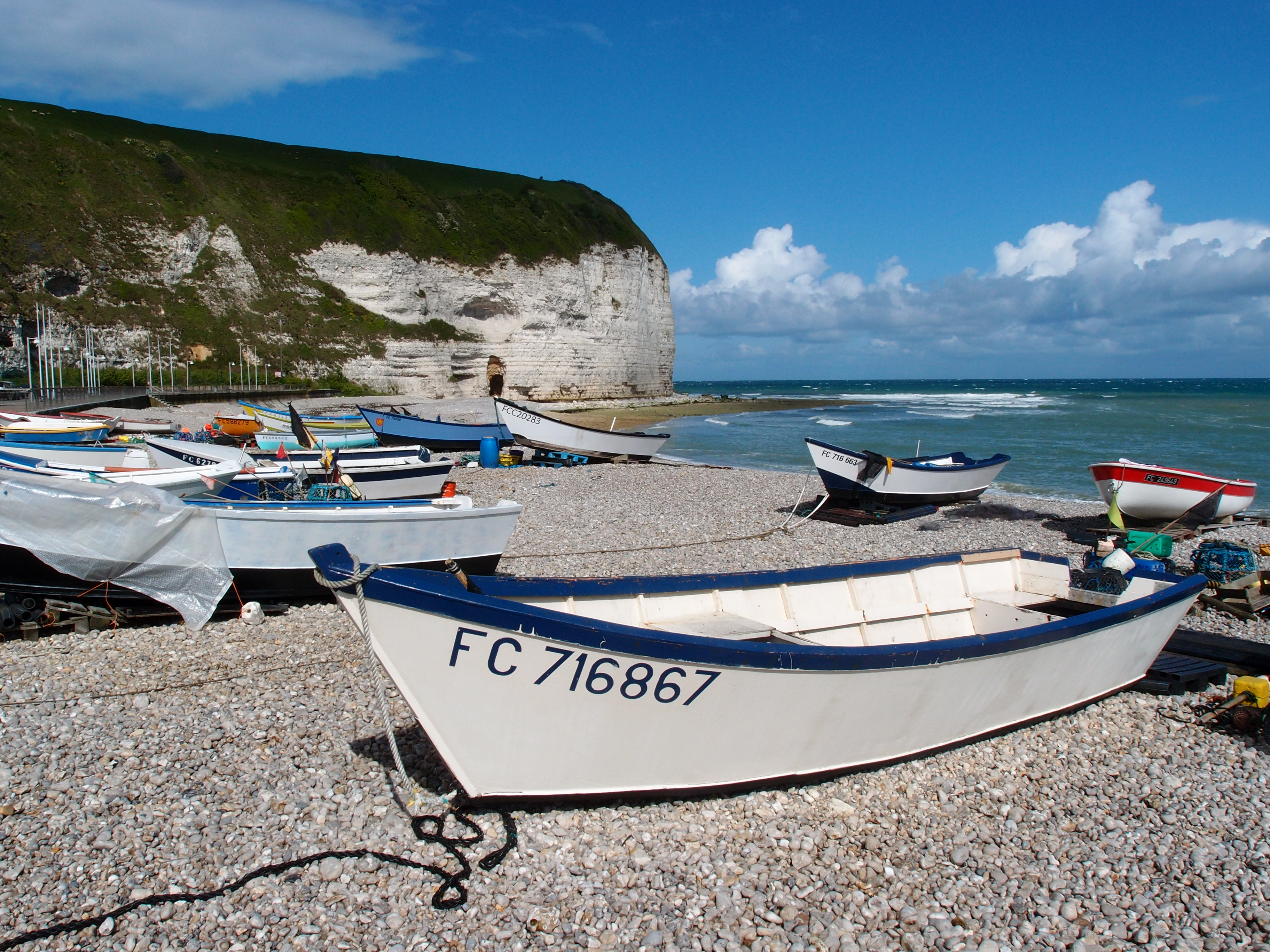
Westende des Strandes und Falaise d'Aval

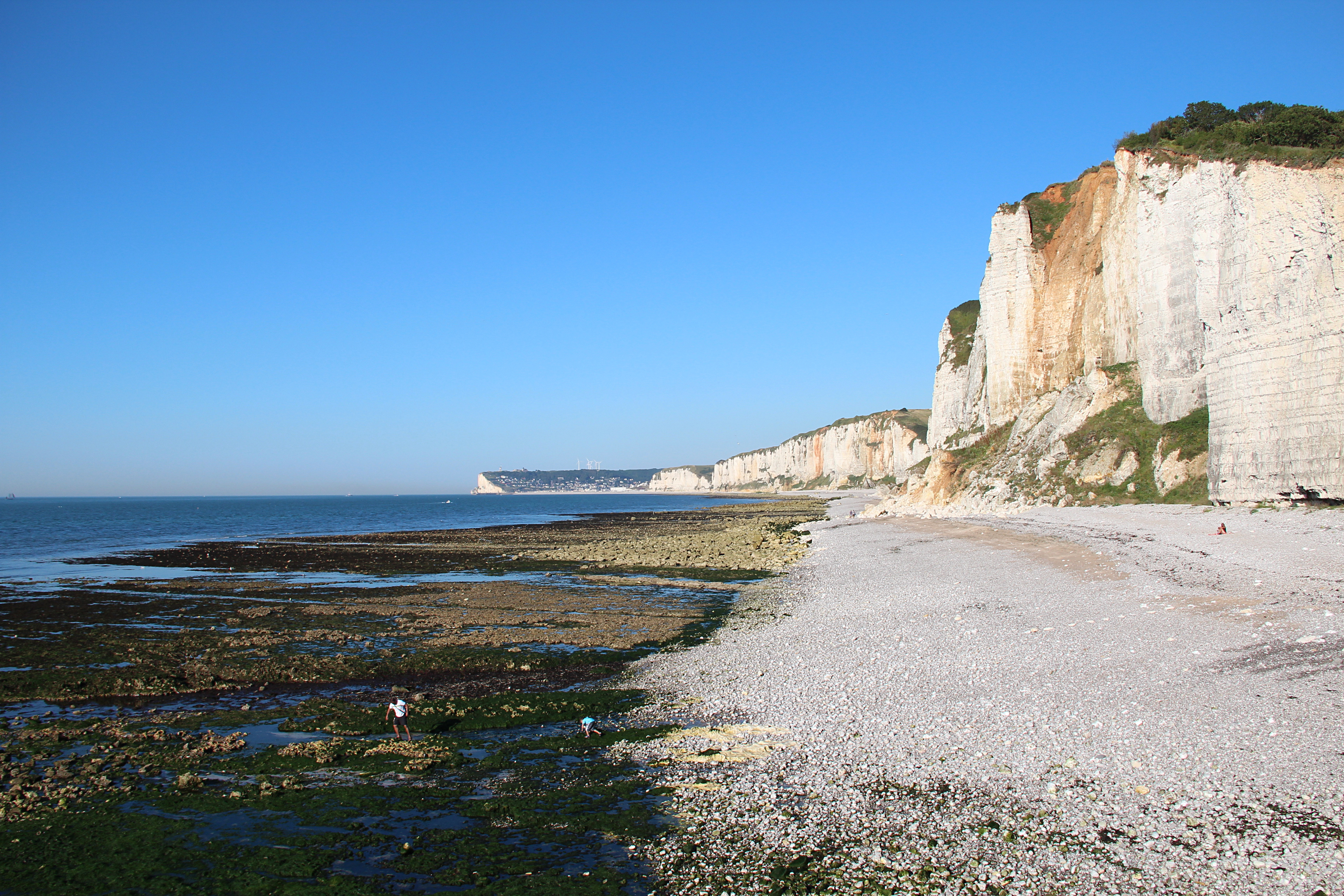
Blick nach Osten (Falaise d’Amont); bei klarem Wetter reicht die Sicht bis nach Fécamp

Wie die gesamte Côte d’Albâtre liegt Yport liegt an der so genannten Impressionisten-Route. Der Hafen und die Felsenküste inspirierte beispielsweise als Bildmotiv Claude Monet (Aquarell Les falaises à Yport, 1861), Paul Colin (La vallée d’Yport, 1880), Pierre-Auguste Renoir (Marée basse à Yport, 1883) und Albert-Auguste Fourie (Un repas de noces à Yport, 1886).
Guy de Maupassants Roman Une vie (1883) spielt in Yport.
In Georges Simenons Kriminalroman Maigret et la vieille dame (1950) stammt das Opfer Rose aus Yport.
Yport ist ferner Schauplatz in zeitgenössischer französischer Literatur von Frédéric H. Fajardie (vierseitige Novelle Un soir d’hiver à Yport, in Chrysalide des villes, 1999), Pierre Guyaut-Genon (Le rivage des égarés, 2002) und Aristide Frémine (Un bénédictin, 2002).

## Yport heute
Das touristische Image, das sich die Gemeinde verleiht, knüpft an die historische Tradition an, obwohl die Hafenanlage zu einer Strandpromenade umgestaltet ist. Boote liegen auf dem Kieselstrand, das einzige Hotel ist in einem historischen Gebäude mit Fachwerk-Türmchen aus dem 19. Jahrhundert eingerichtet. Ferienhäuser und Fischrestaurants vermitteln durch ihre Namensbestandteile (La Caique; des Cabestans) Fischerdorf-Assoziationen. Die begrenzten Kapazitäten verhindern eine Überlastung des Ortes, mit Ausnahme von Tagestouristen. 
Hauptattraktion sind die senkrecht zum Meer abfallenden Kreidefelsen beiderseits des Ortes. Wie in Étretat wird der östliche Falaise d’Amont und der westliche Falaise d’Aval genannt; sie reichen jedoch in ihren Formationen nicht an die Variationsbreite des bekannten Nachbarortes heran. Felshöhlen auf Bodenniveau lassen noch ansatzweise erkennen, dass im 19. und frühen 20. Jahrhundert hier Wohnungen und Remisen untergebracht waren, die auf historischen Postkarten noch abgebildet sind. Im Zweiten Weltkrieg verwendeten deutsche Soldaten diese Höhlen als Blockhaus.
Beliebte Freizeitbeschäftigungen der Feriengäste sind heute Strandwanderungen auf den Kieseln und bei Ebbe auf die Muschelbänke unterhalb der Falaises, Angeln, Bootsfahren, ferner Wanderungen auf den Klippen und Ausflüge in die nahen Touristenmetropolen der Normandie, beispielsweise Ètretat und Honfleur.
Einzelhandelsgeschäfte verkaufen Strandartikel und regionale Produkte (z. B. Calvados, Cidre, Saft und Marmelade aus normannischen Äpfeln).

## Feste

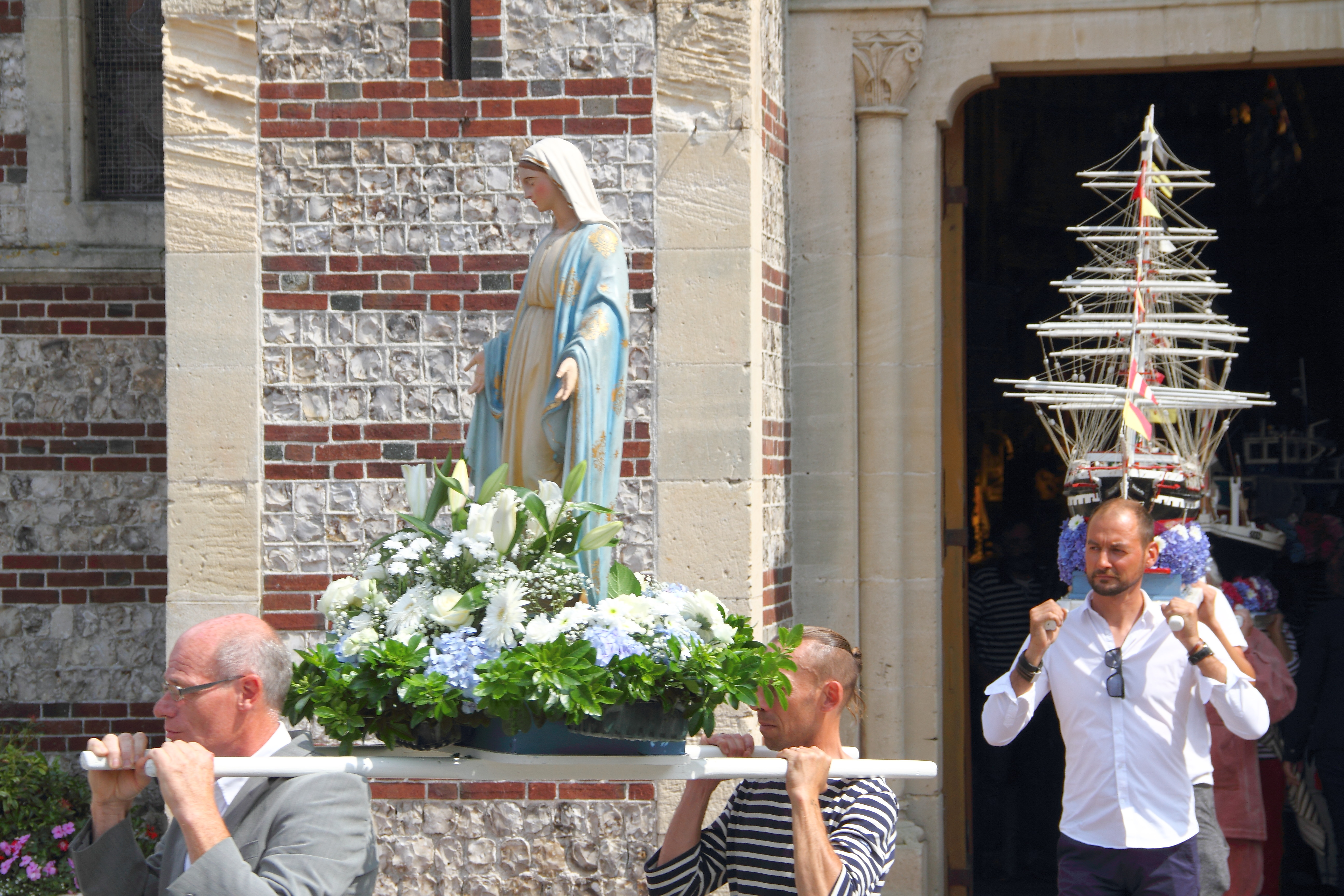
Die Prozession anlässlich des Fête de la mer kommt aus der Kirche

- Fackelzug am 13. Juli, am Vorabend des französischen Nationalfeiertages
- Fête de la mer am 15. August: Messe und Segen, Prozession mit Votivbildern, Ausstellung von Gemälden und Skulpturen in den Straßen und am Strand